# Kakemono

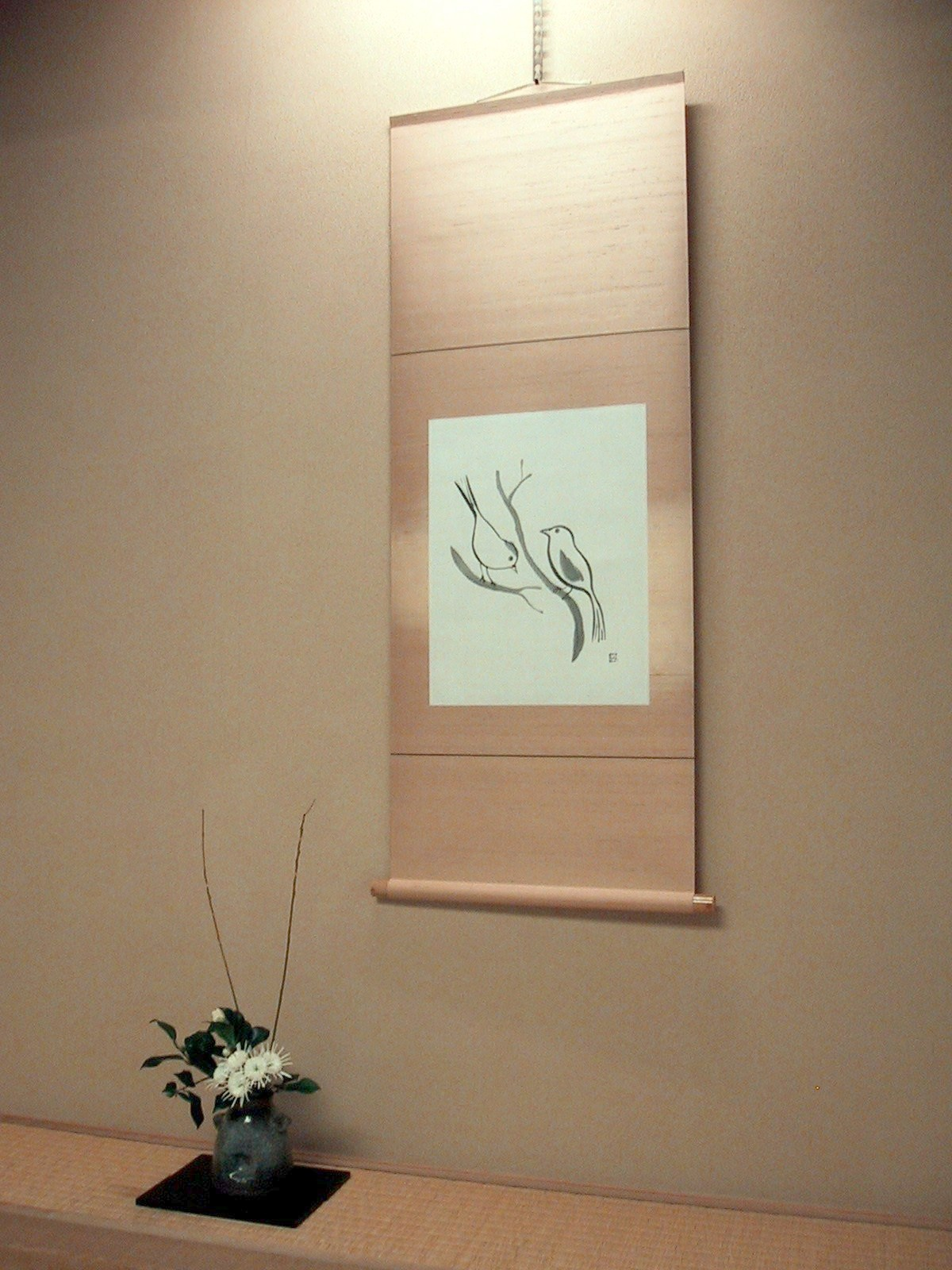
Um kakejiku acima de um Ikebana.

Um kakemono (掛け物, "suspenso"), mais comumente referido como um kakejiku (掛け軸, "rolos suspensos"), é um pintura ou caligrafia japonesa feita sobre papel de seda ou tecido em formato vertical, e presa em um apoio flexível, possibilitando ser enrolada para o armazenamento.
Um kakemono é utilizado como parte da decoração tradicional japonesa de um quarto sendo exibido na tokonoma (a alcova de um quarto especialmente concebida para a visualização de objetos preciosos). Também pode ser exibido num chashitsu (茶室 "casa de chá"), para a tradicional cerimônia do chá, ou em um templo budista.
Cada autor marca sua obra com sua assinatura, chamada hankô. Algumas famílias possuem kakejiku herdados dos seus ancestrais e que são repassados através das gerações, também é comum as pessoas adquirirem os Kakejiku no Japão, como recordação ou para decoração de ambientes.

## História

#### Período Heian(794 - 1192)

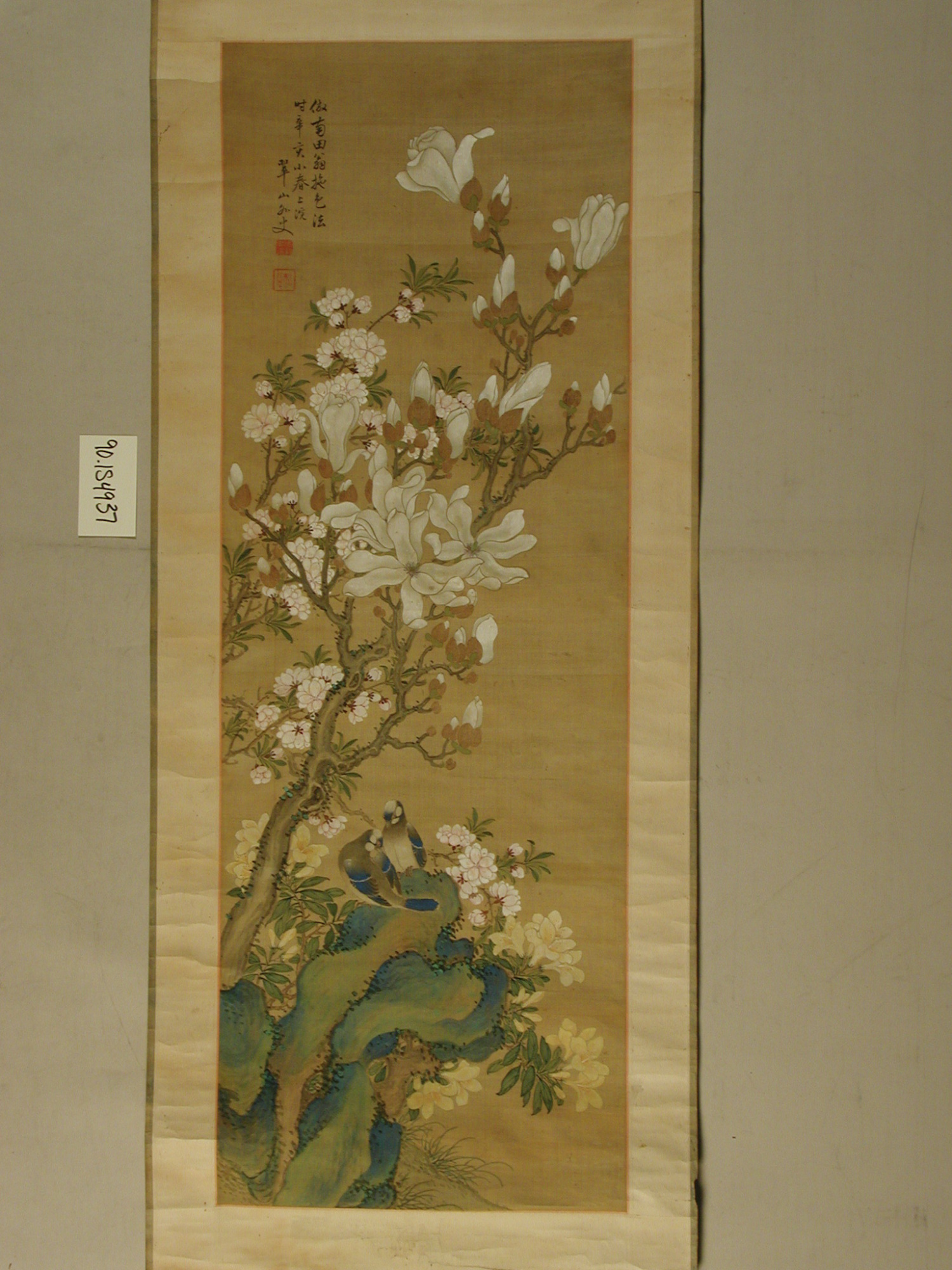
Kakemono com pintura, Detroit Institute of Arts.

O primeiro kakemono foi trazido da China por missionários budistas que realizavam pinturas em pergaminhos de imagens religiosas ou difundiam o budismo através da caligrafia e de escritos poéticos.

#### Muromachi(1334 - 1573)
A maioria das obras de arte e os pergaminhos suspensos foram exibidos em uma sala especial dotada de uma alcova chamada tokonoma.

#### Período Momoyama(1573 - 1600)
Os  daimyos, Oda Nobunaga e Toyotomi Hideyoshi realizavam a cerimônia do chá em uma tokonoma, onde eram exibidos os pergaminhos e outros objetos de arte.

#### Período Edo(1603 - 1868)
O kakejiku começou a se popularizar entre o povo e já não era apenas os soberanos que possuíam em suas casas. Nessa época começou a ocorrer competições entre os pintores.

#### Período Meiji(1868  ~)
Os pergaminhos mais sofisticados foram feitos à partir dessa data por causa do aprimoramento das técnicas dos pintores e da maior liberdade de expressão dada para o kakejiku, aumentando a variedade de desenhos e de manuscritos com provérbios. Essa arte começou a se popularizar após a Segunda Guerra Mundial, se tornando popular nas residências japonesas e para colecionadores de kakejiku. 

## Leituras adicionais
- Mason, Penelope. History of Japanese Art. Prentice Hall (2004). ISBN 0-13-117602-1
- Yuuko Suzuki, Initiation à la calligraphie japonaise ISBN 2 215 07477 9